# Церковь Девы Марии Розария (Солы)
Церковь Девы Марии Розария (бел. Касцёл Маці Божай Ружанцовай) — католический храм в агрогородке Солы, Гродненская область, Белоруссия. Относится к Сморгонскому деканату Гродненского диоцеза. Памятник архитектуры, построен в 1926—1934 годах в стиле модерн. Включён в Государственный список историко-культурных ценностей Республики Беларусь.

## История

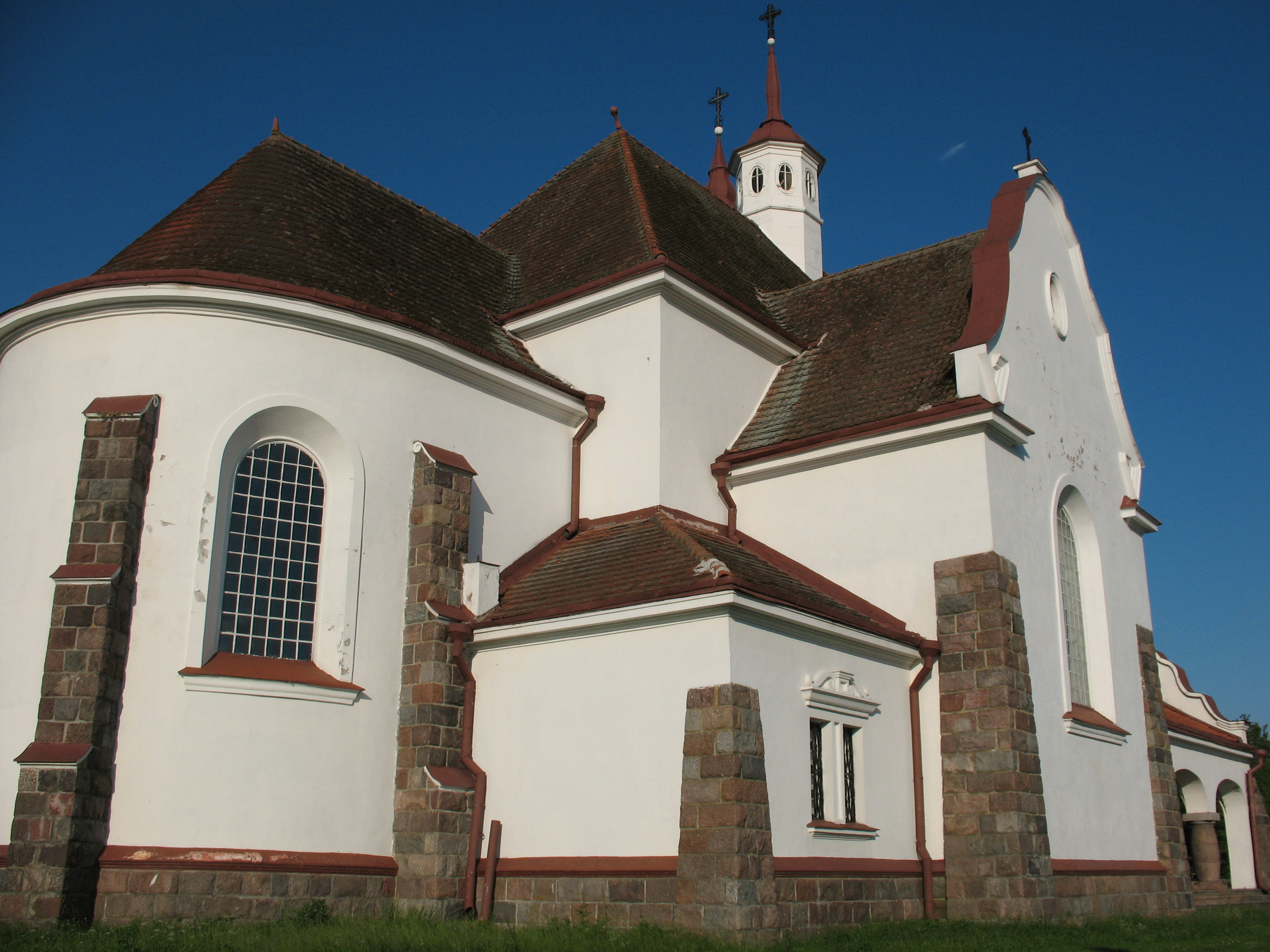
Вид храма со стороны апсиды

Католический приход в Солах основан в 1589 году. Тогда же был построен первый деревянный костёл на средства гетмана Христофора Радзивилла. Храм уничтожался во время русско-польской войны 1654—1667 годов и во время наполеоновского нашествия, но каждый раз отстраивался заново.
В 1886 году настоятелем Сольского костела был Сильвестр Шмигеро.
В 1907 году настоятелем прихода в Солах был ксендз Иосиф Пакальнис.
В 1926—1934 годах, когда район находился в составе межвоенной Польши на месте старого деревянного храма было возведено современное каменное здание. Церковь строилась в стиле модерн по проекту архитектора А. Дубановича. Строительство шло на средства прихожан, всего было затрачено 540 тысяч злотых.
После второй мировой войны костёл не закрывался и продолжал оставаться действующим.

## Архитектура
Здание храма имеет асимметричную, многоплановую, объёмно-пространственную композицию. Основной объём храма накрыт двускатной крышей. К нефу присоединён трансепт и полукруглая апсида, накрытая отдельной конической крышей. Особое своеобразие зданию придают боковые галереи-аркады с фигурными колоннами. Вертикальная доминанта здания — боковая двухъярусная башня с фигурным завершением. Ещё одна восьмигранная башенка находится над средокрестием церкви.

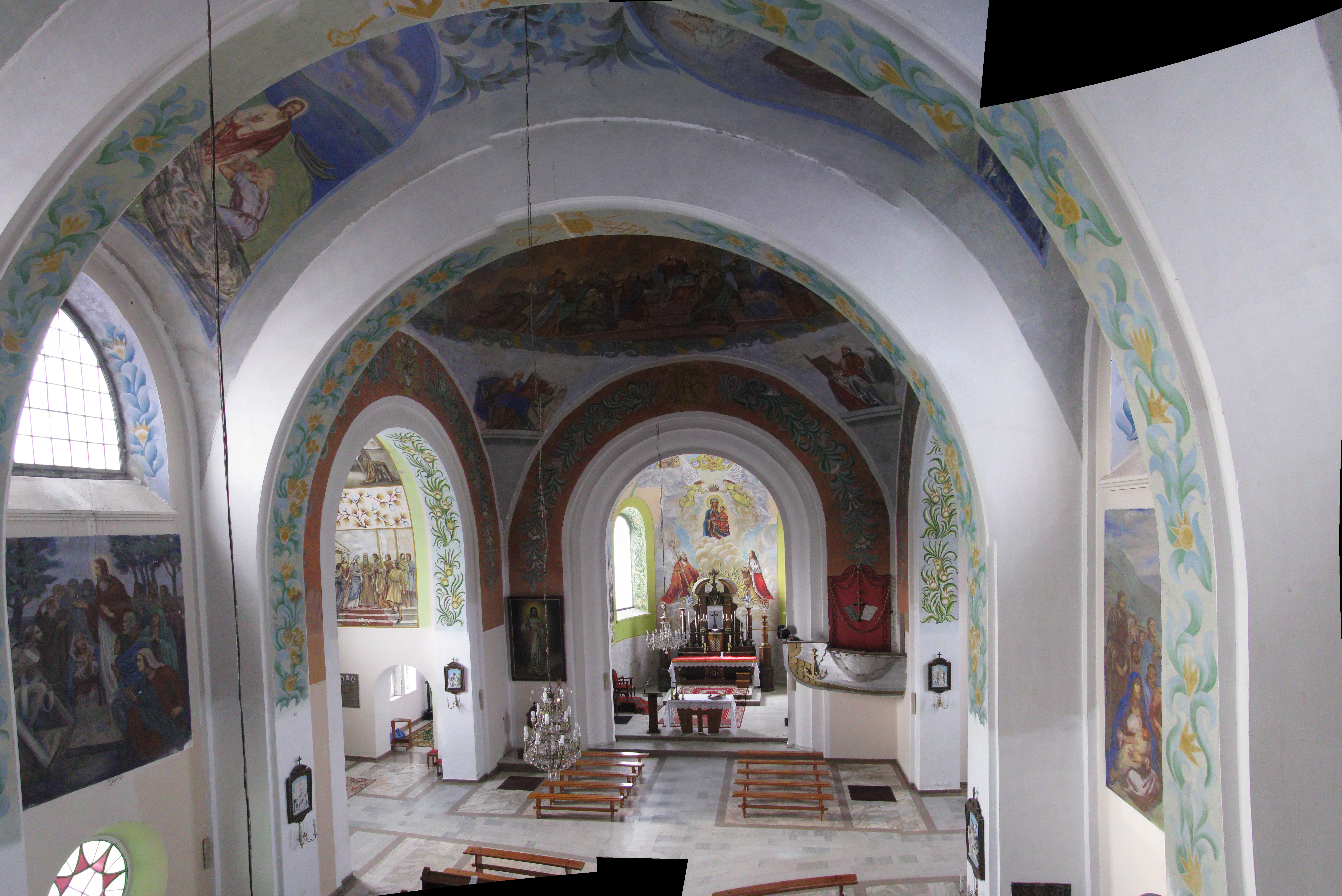
Касьцёл Маці Божай Ружанцовай Солы 8

В интерьере храма выделяется алтарный образ Матери Божьей Ченстоховской и боковые фрески, написанные, вероятно, в 1934 г. либо в 1990-е годы (данная датировка выводится исходя из надписи в нижнем правом углу фресок, где указано имя мецената фрески  - ксендза-каноника Мечислава Скородюка, жившего в 1933-2008 годах в Бяло-Подляске)  — «Оборона Ченстоховы» и «Чудо над Вислой». Первая изображает оборону Ясногорского монастыря в 1655 году от шведов, вторая — победу польских войск над Красной армией в 1920 году.

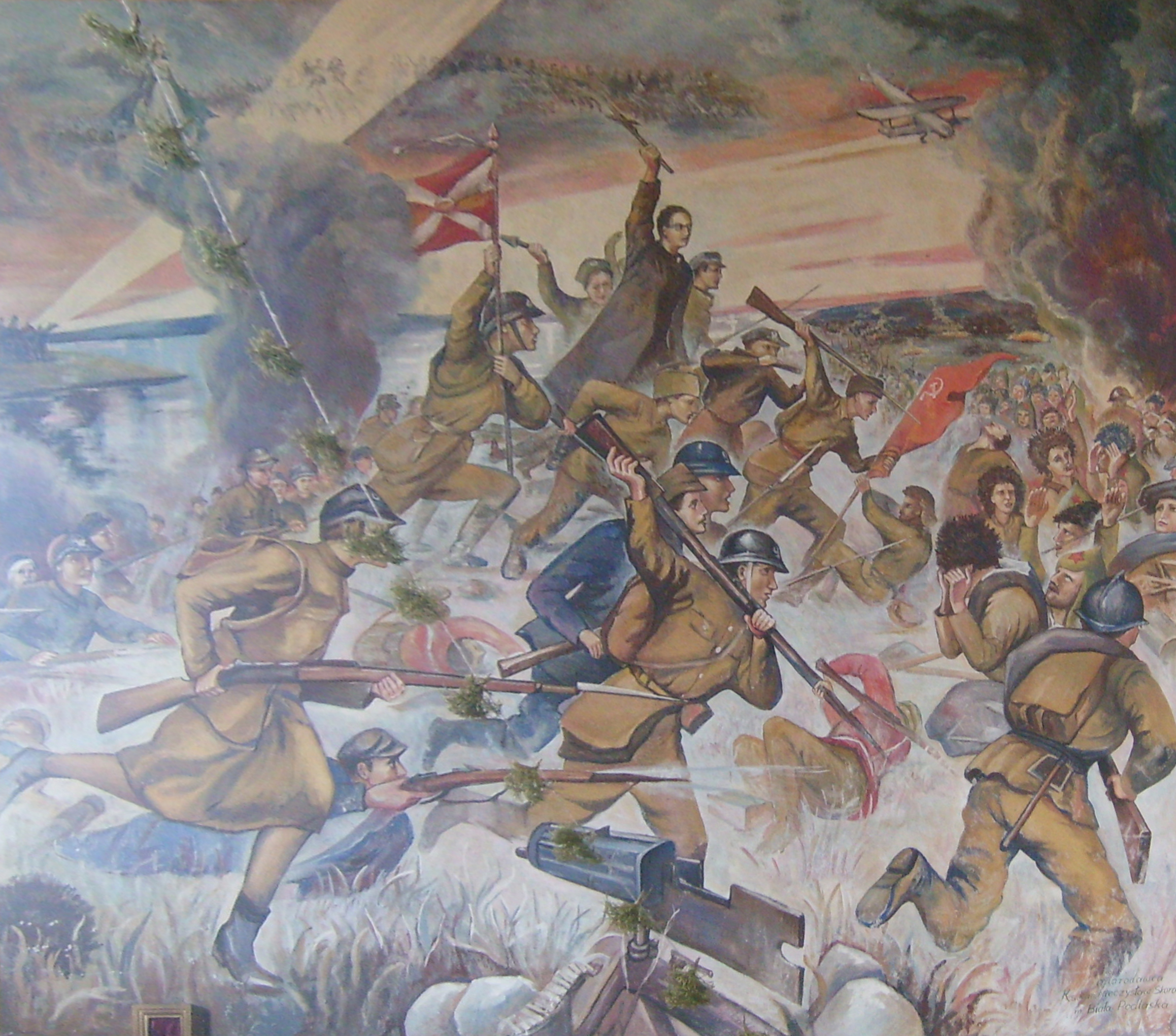
Фреска «Чудо над Вислой»

Согласно некоторым опросам храм входит в десятку самых красивых костёлов Белоруссии.